# الثروة الحيوانية في إندونيسيا

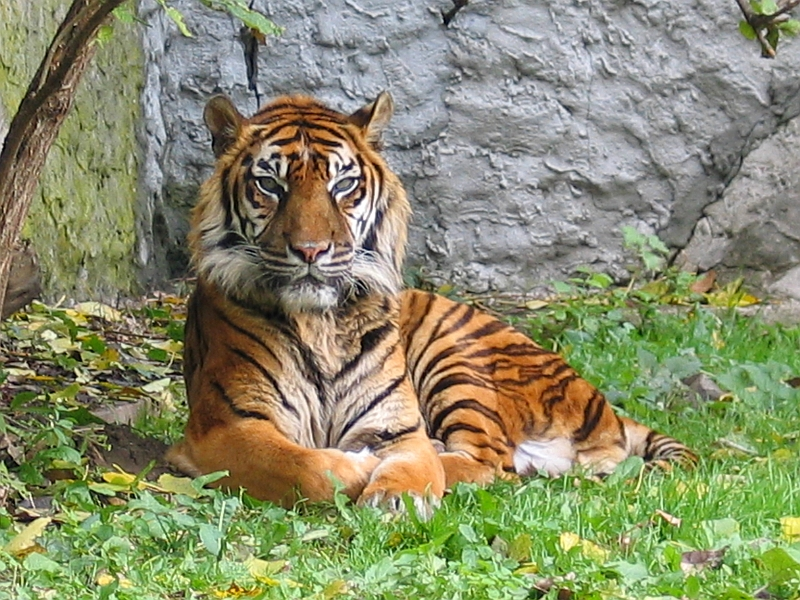

إندونيسيا هي واحدة من أكثر ثلاثة دول في تنوع النباتات والحيوانات. ويوجد تنوع كبير في الثروة الحيوانية بسبب مقاطعاتها الشاسعة والتي تتكون من جزر استوائية. وسبب هذا التنوع الكبير هو خط والاس ويقسم إندونيسيا إلى نطاقين؛ نطاق الجغرافي الحيواني المتأثر بالحيوانات الآسيوية، ونطاق الجغرافي الحيواني المتأثر بالحيوانات الأسترالية. يتأثر أيضا الخلط بين الحيوانات في إندونيسيا بالنظم الإيكولوجية، بما في ذلك: الشواطئ، الكثبان الرملية، مصبات الأنهار، غابات المنغروف والشعاب المرجانية.
والمشكلة الإيكولوجية الناشئة في إندونيسيا تكمن في عملية التصنيع والنمو السكاني المتزايد، مما يجعل أولوية الحفاظ على البيئة مهمشة. وقد تفاقمت هذه الحالة بسبب أنشطة قطع الأشجار غير القانونية، والتي تسببت في تقلص مناطق الغابات؛ في حين أن المشاكل الأخرى كالتحضر المتزايد وتلوث الهواء وإدارة النفايات ومعالجة النفايات تلعب أيضاً دوراً في تدمير الغابات.

## أصول الحيوانات الإندونيسية
تتأثر أصول الحيوانات الأندونيسية بشدة بالجوانب الجغرافية والأحداث الجيولوجية في قارتي آسيا وأستراليا. في العصور القديمة، انضمت جزيرة إيريان (غينيا الجديدة) إلى القارة الأسترالية.

### أوقيانوسيا
```
هو اسم قارة أستراليا منذ حوالي 12 مليون سنة، حيث أن أساس قارة أستراليا يتشكل من الصخور الصغيرة التي يبلغ عمرها أقل من مليوني سنة.
```

تشكل القارة الأسترالية قارة عملاقة تدعى القارة العملاقة جنوب غندوانا. وبدأت هذه القارة الضخمة بالانفصال قبل 140 مليون سنة، وتتحرك منطقة غينيا الجديدة (المعروفة باسم ساهول) نحو خط الاستواء. ونتيجة لذلك، تنتمي الحيوانات في غينيا الجديدة إلى القارة الأسترالية والعكس. مما أدى إلى أختلاف الأنواع التي تعيش في مناطق مختلفة داخل النظام البيئي. وسيستمر هذا النشاط حتى يتم فصل المنطقتين بشكل كامل.
من ناحية أخرى، كان تأثر القارة الآسيوية نتيجة لإعادة تشكيل القارة العليا لوراسيا؛التي نشأت بعد تفكك رودينيا منذ حوالي بليون سنة. منذ حوالي 200 مليون سنة، انفصلت قارة أوراسيا العظيمة بالكامل، مما شكل لورنتينيا (أمريكا الآن) وأوراسيا. وفي ذلك الوقت، لم تكن إندونيسيا منفصلة عن قارة أوراسيا العظيمة. ونتيجة لذلك، كان يمكن للحيوانات أن تتحرك من أوراسيا داخل الأرخبيل الإندونيسي وداخل النظم الأيكولوجية المختلفة وتشكيل أنواع جديدة.
وفي القرن التاسع عشر، اقترح ألفريد راسل والاس فكرة خط والاس، وهو خط وهمي يقسم الأرخبيل الإندونيسي إلى منطقتين، منطقة حديقة الحيوان الآسيوية والنطاق الجغرافي الحيواني الأسترالي (والاسيا). ورسم الخط عبر أرخبيل الملايو، بين كاليمانتان (بورنيو) وسولاويسي (سيليب) ؛ وبين بالي ولومبوك. وعلى الرغم من أن المسافة بين بالي ولومبوك قصيرة نسبيا، حوالي 35 كيلومترا، يتأثر توزيع الحيوانات هنا بشدة بهذا الخط. وعلى سبيل المثال، لا تريد مجموعة من الطيور عبور البحر المفتوح على الرغم من قصر المسافة.

## رف سوندا
الحيوانات في منطقة رف سوندا، والتي تشمل سومطرة وجاوا وكاليمنتان والجزر الصغيرة المحيطة بها، لها خصائص تشبه الحيوانات الآسيوية. خلال العصر الجليدي، بعد تقسيم لوراسيا ، كانت القارة الآسيوية مرتبطة بالأرخبيل الإندونيسي. بالإضافة إلى ذلك، تسمح الأعماق البحرية الضحلة نسبياً للحيوانات بالهجرة إلى رف سوندا. وهناك أنواع كبيرة مثل النمور ووحيد القرن وإنسان الغاب والفيلة والنمور في هذا النطاق، على الرغم من أن بعض هذه الحيوانات تصنف الآن على أنها مهددة بالانقراض. يقع مضيق ماكاسار بين كاليمانتان وسولاويزي، ومضيق لومبوك بين بالي ولومبوك، الذي يفصل بين خط والاس، نهاية منطقة التعرض بسوندا. ويدل على نهاية منطقة رف سوندا.

### الثدييات
```
يحتوي رف سوندا على 515 نوعا. منها 173 نوعا مستوطنا في هذه المنطقة، معظم هذه الأنواع مهددة بالإنقراض.
[
7
]
 حيث أدرج نوعين من إنسان الغابة؛ وهما، إنسان الغابة بكاليمانتان وإنسان الغاب بسومطرة بالقائمة الحمراء للأنواع المهددة بالإنقراض. كما أن الثدييات الأخرى المشهورة مثل القرد ذو الخرطوم 
ووحيد القرن السومطري
 
ووحيد القرن الجاوي
 أعدادها أيضا مهددة بالإنقراض.
```

### الطيور
وفقا لجمعية الطيور الإندونيسية، عثر على 771 نوعا من الطيور في رف سوندا. من بينها 146 نوعًا مستوطنا في هذه المنطقة. تحتوي جاوة وبالي على 20 نوعًا مستوطنًا على الأقل، بما في ذلك زرزور بالي وزقزاق جاوة.
وطبقا لجمعية الطيور الإندونيسية، فإن عدد أنواع الطيور في إندونيسيا يبلغ 1598 نوعًا. ومع هذا، تحتل إندونيسيا المرتبة الأولى من بين الدول التي لديها أكبر عدد من أنواع الطيور في آسيا. ومنذ عام 2007، وترصد جمعية الطيور الإندونيسية بانتظام وضع التهديد للطيور المهددة بالانقراض في إندونيسيا بناءً على بيانات من جمعية الطيور العالمية. في ما بين عامي 2007-2009 كان هناك انخفاض في حالات الطيور المهددة يتراوح بين 119 نوعًا في عام(2007)، و 118 نوعًا في عام (2008)، و 117 نوعًا في عام (2009).

### الزواحف والبرمائيات
يُعتقد أن 449 نوعًا من 125 جنسًا من الزواحف تعيش في رف سوندا. و من بينها 249 نوعا و24 جنسا منها مستوطنة. كما تتوطن ثلاث أسر من الزواحف في هذه المنطقة: أنوموتشيليدا وأكسينوفيديدا ولانتانوتيدا؛ وسحالي بورنيو البنية النادرة جدا ومن الصعب العثور عليها. ويوجد حوالى 242 نوعا من البرمائيات من 41 جنسا يعيشون في هذه المنطقة. ويوجد حوالي 172 نوعا من عديمات الأرجل منها 6 أجناس مستوطنة في تلك المنطقة.

### الأسماك
اُكتشف ما يصل إلى 200 نوع جديد في هذه المنطقة في السنوات العشر الأخيرة. ومن المعروف أن حوالي 1000 نوع من الأسماك تعيش في الأنهار والبحيرات والمستنقعات عند رف سوندا. ويحتوي كاليمانتان على حوالي 430 نوعًا، ويعتقد أن حوالي 164 منها مستوطنة. وسومطرة لديها 270 نوعًا 42 منها مستوطنة. تعتبر الأسماك الذهبية الشهيرة أمثلة على الأسماك في هذه المنطقة.

### والاسيا
والاسيا هي منطقة انتقالية جغرافية بيولوجية بين رف سوندا باتجاه الغرب، ومنطقة أسترالية في الشرق. تغطي هذه المساحة حوالي 338494 كيلومتر مربع من مساحة الأرض، مقسمة إلى العديد من الجزر الصغيرة. وتعد جزيرة سولاويسي وجزر مالوكو وأجزاء من نوسا تينجارا جزءًا من هذه المنطقة. وبسبب العوامل الجغرافية، تتكون هذه المنطقة من العديد من الأنواع الحيوانية المستوطنة والأنواع الحيوانية الفريدة.

#### الثدييات
تمتلك منطقة والاسيا 223 نوعًا من الثدييات الأصلية، 126 منهم مستوطنون في هذه المنطقة. ويمكن العثور على 124 نوعا من الخفافيش في هذه المنطقة. سولاويسي، أكبر جزيرة في هذه المنطقة، لديها أكبر عدد من الثدييات. حوالي 136 نوعا، و 82 نوعا ربعهم من الأنواع المتوطنة.أما الأنواع الأخرى مثل الأنوا (الجاموس القزم) والبابيروسة (خنزير الهند) فتعيش على هذه الجزيرة. وما لا يقل عن سبعة أنواع من القردة وخمسة أنواع من الترسير خاصة بتلك المنطقة أيضًا.

### الطيور
يمكن العثور على أكثر من 700 نوع من الطيور في والاسيا، وأكثر من نصفها مستوطن هناك. ومن بين الأجناس الـ 258 الموجودة، 11٪ متوطنة في منطقة والاسيا. ويمكن العثور على 16 جنس منها فقط في منطقة سولاويزي غير الإقليمية. تتكون منطقة سولاويزي الفرعية من جزيرة سولاويزي الرئيسية، والجزر الصغيرة المحيطة بها، بما في ذلك جزر تالود وسانغيهي في الشمال، وجزيرة العسل في بحر فلوريس في الجنوب، بما في ذلك جزيرة كيب. وتتميز سولا بالتنوع الغني للطيور بين منطقتي سوالويسي ومالوكو. إن العدد الكبير من الأنواع المتوطنة في سولاويسي الفرعية ليست موجودة في جزيرة سولاويزي الرئيسية فحسب، بل تنتشر أيضا في العديد من الجزر الصغيرة المحيطة، مثل الببغاء المعلق، عصافير الجنة بساريوانج وغراب بانجاي وبومة توجيان وشقبان سولا والصرد الوقواقي أبيض الصدر وزرزور سولا اللامع. في حين أن الأنواع المتوطنة في جزيرة سولاويزي تشمل سنونو سولاويسي وصائد الذباب الأزرق بماتينان وأبو قرن سولاويسي وأبو قرن تارمي سولاويسي. والعديد من الأنواع التي لا توجد إلا في هذه المنطقة الفرعية هي أنواع مهددة بالانقراض على مستوى العالم.

### الزواحف والبرمائيات
يوجد في والاسيا 222 نوعا من الزواحف منها 99 نوعا مستوطنًا. ومن بين هذه الأنواع 118 نوعا من السحالي، منها 60 نوعا مستوطنًا؛ 98 نوعا من الثعابين، 37 منها مستوطنة؛ خمسة أنواع من السلاحف، نوعان مستوطنان؛ ونوع واحد من التماسيح، التمساح الهندي الباسيفيكي. يمكن العثور على 3 أنواع من الثعابين المتوطنة فقط في هذه المنطقة؛ وهم: كالاموراديوم ورابديون وسايكلوتيفوس. أحد أشهر الزواحف في والاسيا هو تنين كومودو المعروف بوجوده فقط في جزر رينتشه وبادار وكومودو والجانب الغربي من جزيرة فلورانس.
يمكن العثور على 58 نوعًا من البرمائيات في والاسيا؛ منها 32 نوعا مستوطنًا. وهذا يوضح مجموعة متنوعة وجذابة من الضفادع الهندية والماليزية والأسترالية.

### اللافقاريات
هناك حوالي 82 نوعًا من الفراشات في منطقة والاسيا، 44 نوعًا منها مستوطنة. ويوجد ما مجموعه 109 أنواع من الخنافس حول هذه المنطقة، 79 منها مستوطنة. من الأنواع المدهشة هو نحل العسل العملاق، بل قد تكون أكبر نوع نحل في العالم، وتوجد في شمال مالوكو. وإناث الحشرات يمكن أن تنمو حتى تصل إلى 4 سم كالنمل الأبيض الذي يبنى أعشاشه بشكل جماعي بأشجار الغابات في الأماكن المنخفضة.
ومن المعروف أيضا أن 50 نوعا من الرخويات المتوطنة، وثلاثة أنواع من السرطانات المستوطنة، وعدد من أنواع الجمبري المستوطنة تأتي من والاسيا.

### الحماية
على الرغم من أن 45 ٪ من أراضي إندونيسيا لا تزال غير مأهولة بالسكان وتغطيها الغابات الاستوائية، إلا أن النمو السكاني المرتفع في إندونيسيا بتصنيعها، يؤثر ببطء على وجود الحيوانات في إندونيسيا. بالإضافة إلى ذلك، أدى الإتجار غير المشروع بالحيوانات إلى زيادة تدهور حالة الحيوانات الإندونيسية، بما في ذلك وحيد القرن وإنسان الغاب والنمور والعديد من أنواع البرمائيات. يتم أخذ ما يصل إلى 95٪ من الحيوانات المباعة في السوق مباشرة من الغابة وليس عن طريق الحفظ. وتوفي أكثر من 20٪ من هذه الحيوانات في الطريق، وفي عام 2003 سجل الاتحاد العالمي لحفظ الطبيعة 147 نوعًا من الثدييات و 114 طائرًا و 91 سمكة و 2 لافقاريات بما في ذلك الحيوانات المهددة بالانقراض.